# Markéta Davidová
Markéta Davidová (* 3. ledna 1997 Jablonec nad Nisou) je česká biatlonistka, mistryně světa z vytrvalostního závodu na Mistrovství světa 2021 v Pokljuce a bronzová medailistka z Mistrovství světa 2020 ve smíšené štafetě v Anterselvě. V sezoně 2021/2022 se stala držitelkou malého křišťálového glóbu za vytrvalostní závod. Stala se také juniorskou světovou šampionkou ve stíhacím závodě a stříbrnou medailistkou ve sprintu z juniorského mistrovství světa 2018 v estonském Otepää. Je dvojnásobnou medailistkou z Mistrovství světa juniorů v biatlonu 2016 v rumunském Cheile Grădiştei v závodech dorostenců. Na mistrovství Evropy juniorů v Novém Městě na Moravě zvítězila ve sprintu na 7,5 km a ve stíhacím závodu na 10 km a skončila 3. ve vytrvalostním závodu na 12,5 km.
Ve světovém poháru ovládla ve své dosavadní kariéře čtyři individuální závody, když se dvakrát radovala ve vytrvalostním závodu a dvakrát ve sprintu. Poprvé na vítězství dosáhla v Anterselvě během sezony 2018/2019.
V letech 2019, 2020, 2021, 2022 a 2023 vyhrála českou anketu Biatlonista roku.

## Osobní život
Markéta Davidová se narodila 3. ledna 1997 v Jablonci nad Nisou a žije v Janově nad Nisou. Jejím otcem je politik Daniel David, dlouholetý starosta Janova nad Nisou, dříve se věnující basketbalu, matka hrávala volejbal. V mládí vyhrávala Markéta Davidová závody v běhu na lyžích, s biatlonem začala roce 2010.
První stupeň navštěvovala na Základní škole Arbesova v Jablonci nad Nisou, poté absolvovala osmileté Gymnázium U Balvanu tamtéž, kde odmaturovala roku 2016. Na Fakultě agrobiologie, potravinových a přírodních zdrojů České zemědělské univerzity v Praze vystudovala v roce 2019 bakalářský obor Zoorehabilitace a asistenční aktivity se zvířaty, roku 2021 navazující magisterské studium v oboru Reprodukční biotechnologie a v roce 2022 navazující magisterské studium v oboru Výživa zvířat a dietetika. V roce 2019 byla také přijata na šestiletý obor na Fakultě veterinární hygieny a ekologie Veterinární univerzity Brno, kde si ale studium zatím pozastavila z důvodu časové náročnosti aktivit spojených s biatlonem. Se studiem musela začít do tří let, tedy do roku 2022, kdy podle tehdejších úvah zamýšlela po zimní olympiádě v Pekingu s biatlonem skončit. K tomu však nedošlo.
Je členkou oddílu SKP Kornspitz Jablonec.

## Sportovní výsledky

### 2016/2017
Mezi dospělými zvítězila ve sprintu na 7,5 km v závodě IBU Cupu v Beitostolenu 27. listopadu 2016.
Byla nominována do sprintu v závodu světového poháru v Novém Městě na Moravě 16. prosince 2016. Trenér reprezentace Ondřej Rybář zdůraznil, že to pro ni má být „příležitost si vyzkoušet, jak vypadá velký biatlon“. Nakonec se umístila na 69. místě.
Davidová se pak představila i v německém Ruhpoldingu, kde běžela druhý úsek ženské štafety. Ve sprintu se umístila na 28. místě, což znamenalo její první body ve světovém poháru. V následném stíhacím závodě obsadila 48. pozici.

### 2017/2018

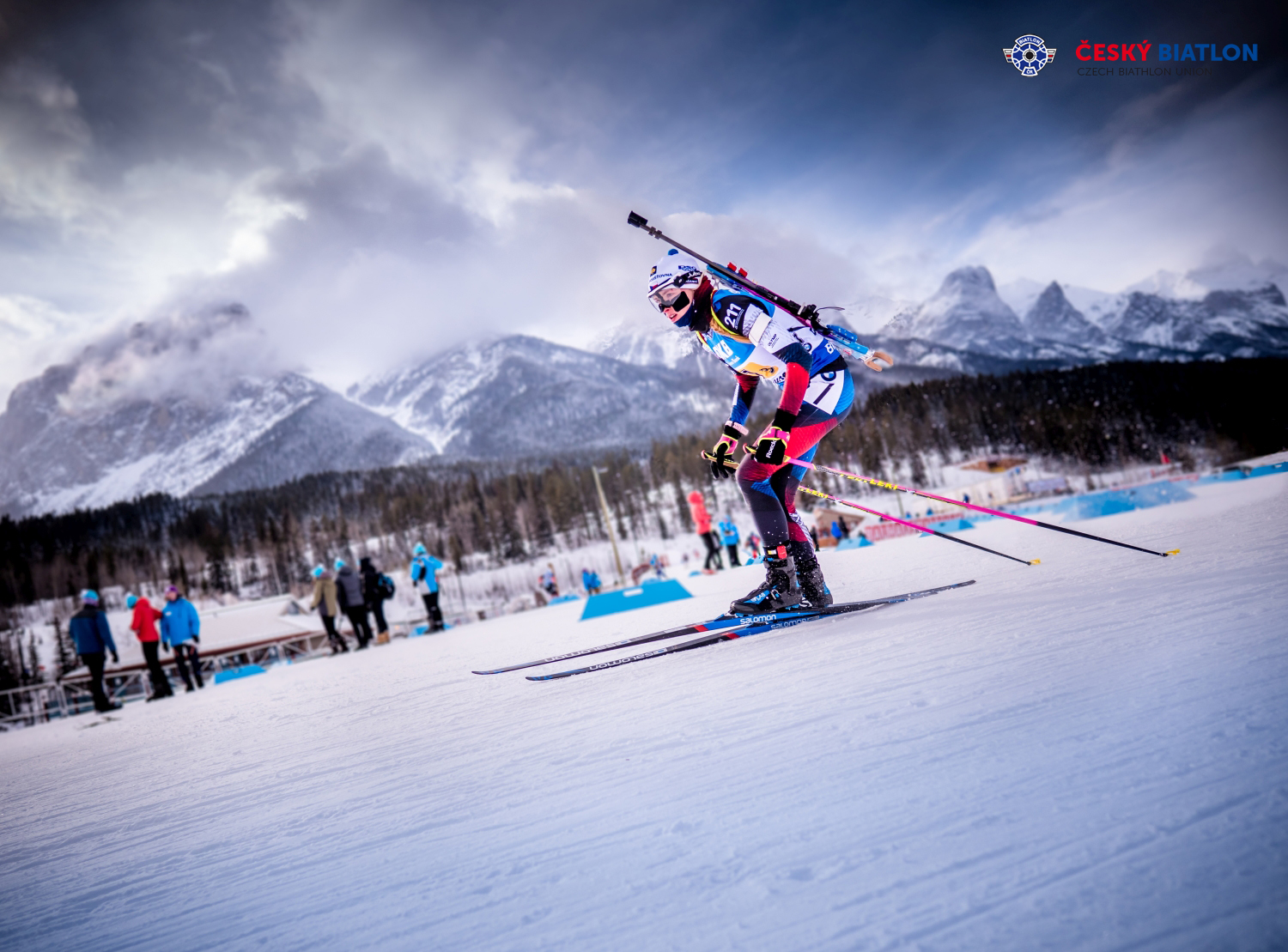
Markéta Davidová během sezóny 2018/19

Ve 2. kole Světového poháru v rakouském Hochfilzenu byla na třetí pozici ženské štafety 4×6 km. Štafetu převzala od Jessicy Jislové. Celkově štafeta ve složení Eva Puskarčíková, Jessica Jislová, Markéta Davidová a Veronika Vítková obsadila 6. místo.
Ve třetí části Světového poháru ve francouzském Annecy jela v sobotním stíhacím závodu pod startovacím číslem 35. Při první střelbě v leže musela na tři trestná kola. Další střelba byla také se třemi chybami. Následná střelba ve stoje se neobešla bez chyb a musela na dvě trestná kola. U poslední střelecké položky navštívila dvakrát trestné kolo. Ve stíhacím závodě dojela na 58. místě.
Byla pak nominována na Zimní olympijské hry 2018, kde ve sprintu dojela díky jen jedné chybě na střelnici a solidnímu běhu na 15. místě.

### 2018/2019

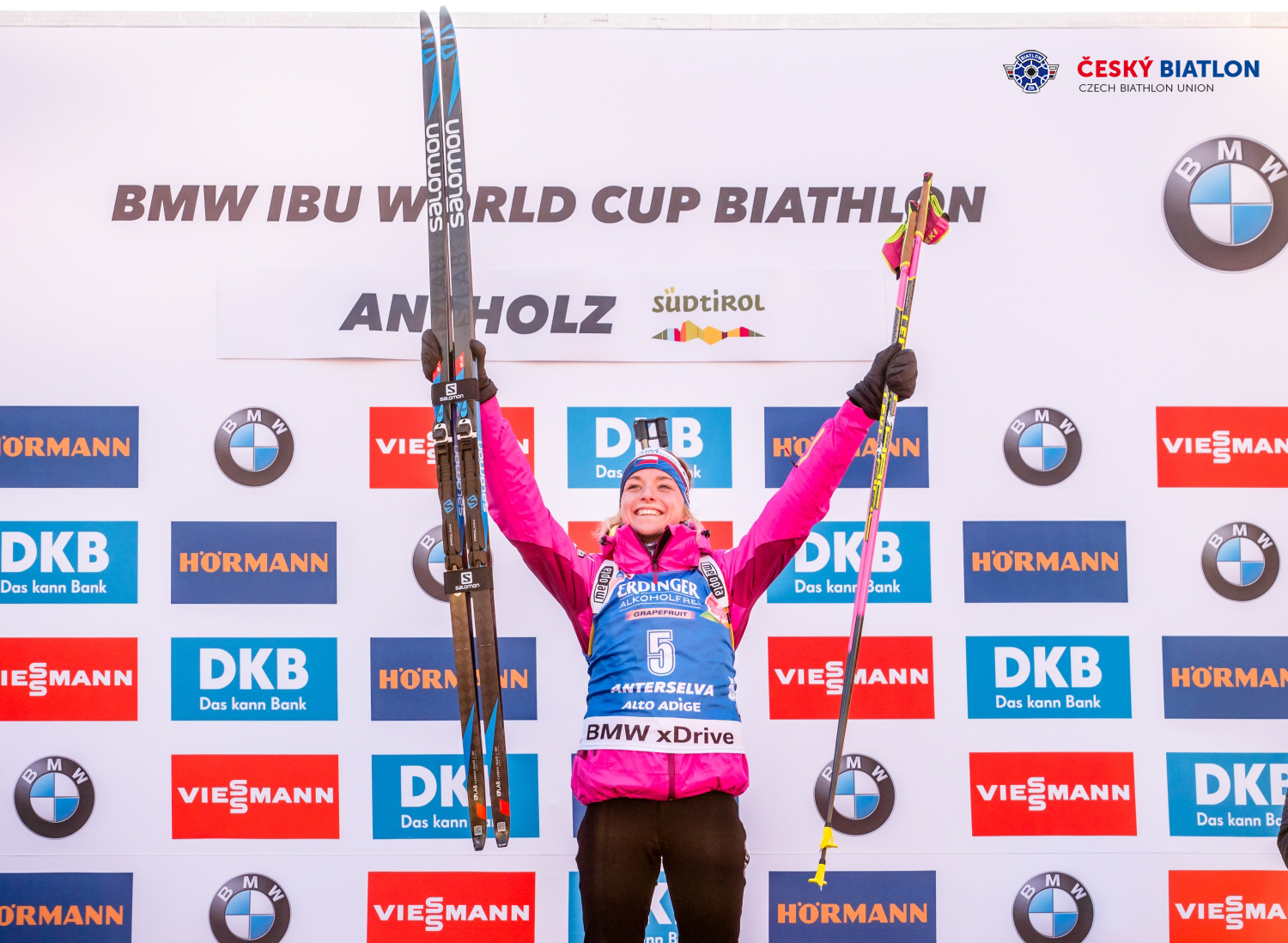
Markéta Davidová na stupních vítězů v italské Anterselvě, 2019

Sezona 2018/2019 byla pro Markétu Davidovou zlomová. 6. prosince 2018 ve slovinské Pokljuce udělala jednu nepřesnost na střelnici ve vytrvalostním závodě na 15 kilometrů a díky rychlému běhu skončila třetí. Nestačila pouze na Ukrajinku Juliju Džymovou a Polku Moniku Hojniszovou.
O měsíc později v německém Oberhofu získala další bronzovou medaili ve světovém poháru. Štafetu rozjížděla Lucie Charvátová, která kvůli chybám na střelnici dokončila svůj úsek na 14. místě. Za ní jedoucí Veronika Vítková předávala na 12. místě Markétě Davidové, která předvedla dvě čisté střelby a na třetím úseku byla ze všech závodnic nejrychlejší. Českou štafetu tím Davidová dotáhla do boje o medaile a Evě Puskarčíkové předala na 4. místě. Ta se dostala před Francouzku Anaïs Bescondovou a odolala Norce Tiril Eckhoffové, která se Puskarčíkové rychle přibližovala. Češky téměř po dvou letech skončily na bronzové příčce.
Svůj životní závod Davidová zajela v italské Anterselvě. Do sprintu na 7,5 kilometru dne 24. ledna 2019 vyrážela pátá. Díky rychlému běhu a přesné střelbě dokončila závod s časem 21:40,7. V závodě se k Davidové nejvíce přiblížila Finka Kaisa Mäkäräinenová, která na Davidovou nestačila o 1,7 sekundy. Třetí místo obsadila Norka Olsbuová Røiselandová, která ztratila na vítěznou Davidovou 3,5 vteřiny. Ve stejném podniku pak přidala druhé místo v závodě s hromadným startem, kdy nestačila jen na Němku Lauru Dahlmeierovou.
Další individuální medaili získala v kanadském Canmore, kde ve zkráceném vytrvalostním závodu jako jedna z mála čistě střílela. Předstihla ji jen Norka Eckhoffová, která udělala jednu chybu při střelbě, ale běžela výrazně rychleji než Davidová. Tímto druhým místem se dostala s náskokem do čela celkového hodnocení vytrvalostních závodů. Závod s červeným dresem si vyzkoušela při mistrovství světa ve švédském Östersundu, ale malý křišťálový glóbus nakonec nezískala.

### 2019/2020
Do sezony 2019/2020 nastupovala Markéta Davidová jako hlavní hvězda českého týmu. První medaile se dočkala hned v prvním závodu sezony, kdy obsadila třetí místo ve sprintu v Östersundu. Další medaili získala v Annecy, kde skončila stejně jako v Östersundu třetí ve sprintu. Po první třech podnicích světového poháru, takzvaném trimestru, se pohybovala vysoko i v celkovém pořadí, ale vůbec se jí nepovedl druhý lednový trimestr, kde se například v Ruhpoldingu nedostala ani do stíhacího závodu. Chuť si napravila na mistrovství světa v Antholzu 2020, kdy sehrála velkou roli při třetím místě ve smíšeném závodu. Další medaili ve světovém poháru získala v dalším podniku světového poháru po mistrovství světa, kdy doma v Novém Městě na Moravě obsadila třetí místo ve sprintu. Sezonu dokončila jako čtrnáctá nejlepší biatlonistka sezony, což bylo zlepšení o sedm míst oproti sezoně 2018/2019.

### 2020/2021
Markétě Davidové se hodně dařilo v sezoně 2020/21 na druhé zastávce světového poháru v Hochfilzenu, kde nejprve obsadila 5. místo ve sprintu a pozici v TOP 10 udržela i ve stíhačce. V závodě s hromadným startem se celý závod Davidová držela hodně vepředu v kontaktu s prvním místem díky přesné střelbě. První chybu zaznamenala až na poslední položce a o pár vteřin ji to na medaili nestačilo a doběhla čtvrtá. Velmi podobný průběh byl i v závodě s hromadným startem v Oberhofu, kdy se celý závod držela ve vedoucí skupince a až na poslední střelbě přišly střelecké nepřesnosti a doběhla na desátém místě. Skvělý závod zajela také v závodě s hromadným startem v Anterselvě, kde hned na první položce udělala chybu, ale následně skvělým během a už bezchybnou střelbou dokázala vedoucí skupinku dojet a po poslední střelbě odjížděla ze střelnice jako třetí. V posledním okruhu se prvních pět závodnic sjelo dohromady. Markétě Davidové soupeřky ujely ve sjezdu a skončila na páté pozici ale pouhých pár sekund za vítězkou.
Na mistrovství světa v Pokljuce se Davidové nepodařil větrný sprint, ve kterém skončila až na 44. místě, pozici však vylepšila o 12 míst v následné stíhačce. Běžecky ji šampionát zatím vycházel, ale nedařila se ji střelba. Úplný obrat ale přišel v následném vytrvalostním závodě, který odstřílela čistě, k tomu tradičně přidala rychlý běh a stala se mistryní světa o 30 sekund před Hannou Öbergovou.
V posledním závodě sezóny v Östersundu panoval extrémně silný vítr. První položku Markéta Davidová odstřílela čistě a odjížděla ze střelnice jako první a v čele závodu zůstala i po druhé položce na které zaznamenala jednu chybu. Čtyři a tři chyby na stojkách však znamenaly propad pořadím a v cíli z toho bylo 14. místo.
V celkovém pořadí si oproti minulé sezóně polepšila o tři příčky a skončila celkově jedenáctá.

### 2021/2022
Markéta Davidová v prvním závodu sezony získala zlato ve vytrvalostním závodu na mítinku Světového poháru v Östersundu. Další dva závody jela poprvé v kariéře ve žlutém a tmavě modrém trikotu průběžně vedoucí závodnice světového poháru.
Během třetího podniku Světového poháru v Annecy - Le Grand Bornand se Markéta Davidová necítila dobře a po 62. místu ve sprintu se nekvalifikovala ani do stíhacího závodu. Umístění v žebříčku SP jí ale umožnilo se zúčastnit nedělního závodu s hromadným startem, kde se dostala na 8. místo.
Na šestém podniku v italské Anterselvě se umístila šestá v individuálním závodě, čímž získala svůj první malý křišťálový glóbus za vítězství v celkové klasifikaci této disciplíny.
Na olympijských hrách v Pekingu, se Markétě Davidové nepovedl sprint, ve kterém skončila 41. Naopak v Individuálním závodě se dlouho držela bez chyby a bojovala o medaili, ale nakonec poslední ranou minula a skončila na šesté pozici. Kdyby ránu trefila, získala by zlatou medaili. Poslední ranou si odstřelila medaili také v extrémně větrném závodě s hromadným startem. Po poslední položce ztrácela na průběžně třetí Marte Olsbu Roiselandovou 5 sekund, ale odstup se postupně navyšoval a do cíle Markéta Davidová dojela jako čtvrtá. 
Čistý sprint Davidová odstřílela na finále světového poháru v Oslu, ve kterém obsadila čtvrté místo a na medaili ztrácela pouhých pár sekund. V následné stíhačce si pohoršila o 3 příčky a dojela sedmá.
V celkovém pořadí si o jednu pozici oproti minulé sezóně polepšila a skončila desátá.

### 2022/2023
Do této sezony vstoupila Markéta Davidová sprintem ve finském Kontiolahti, kde se umístila na 22. místě, ve stíhacím závodě se posunula na sedmé místo. Úspěšný byl také vytrvalostní závod, ve kterém skončila rovněž sedmá. Společně s Jessikou Jislovou, Terezou Voborníkovou a Lucií Charvátovou zajela šesté místo ve štafetě.

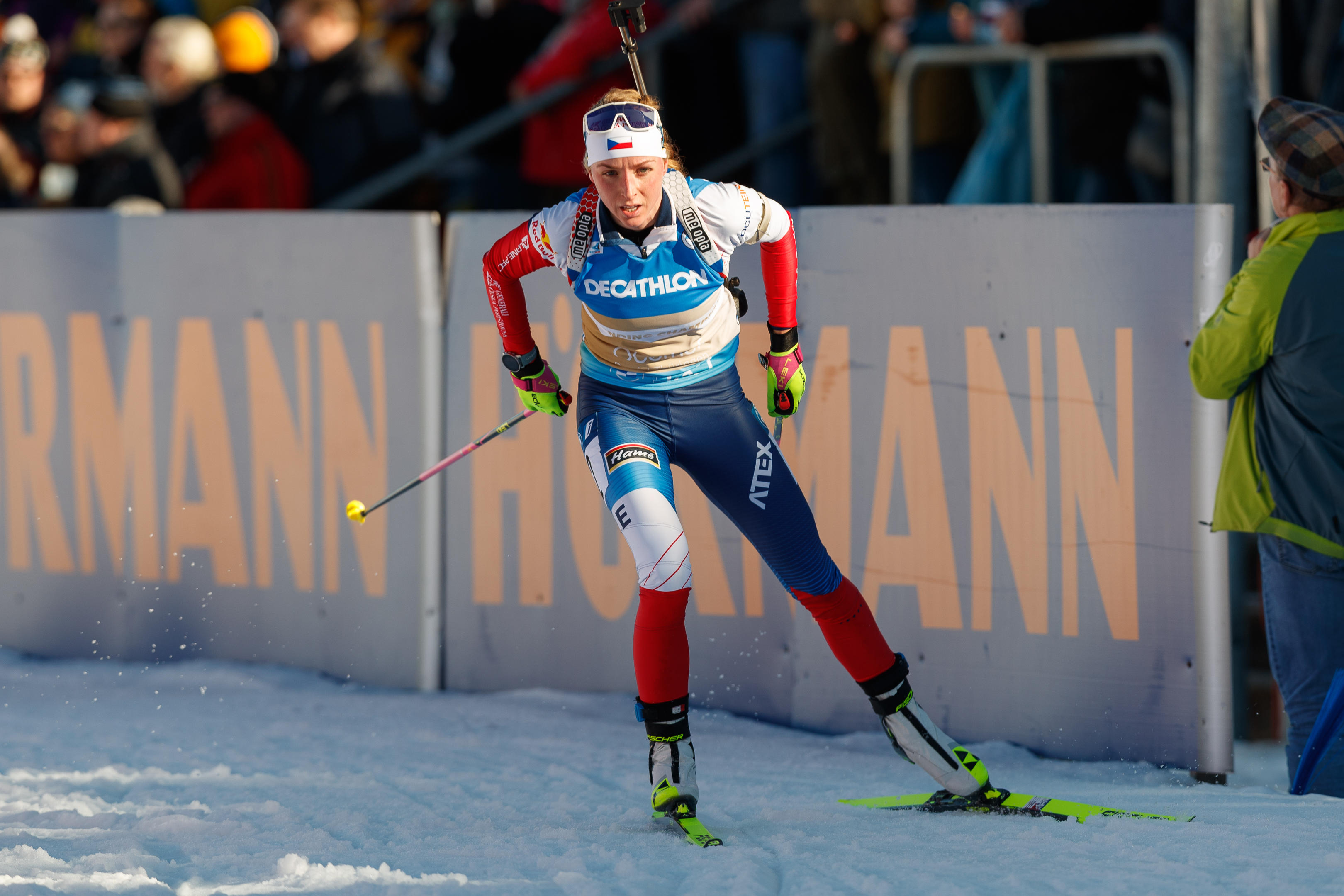
Markéta Davidová ve vytrvalostním závodě na mistrovství světa v Oberhofu 2023

Ve druhém sprintu sezony Davidová obsadila druhou příčku a ve stíhacím závodě přidala další medaili, a to třetí místo. Konala se také druhá štafeta sezony, ve kterém české ženy obsadily sedmou pozici. Ve sprintu v Pokljuce obsadila páté místo, které udržela i v následné stíhačce. Ve stíhacím závodě v Anterselvě se posunula o 10 míst (z 16. místa na šesté), potom co v posledních stovkách metrů předběhla domácí legendu Dorotheu Wiererovou a zajistila si učást na květinovém ceremoniálu.
Na mistrovství světa v Oberhofu se Davidová potýkala s nachlazením. I přes to však dokázala poprvé v sezoně odjet čistý sprint, což stačilo na šesté místo. V následné stíhačce si však o 10 pozic pohoršila. Ve vytrvalostním závodě, který jela jako obhájce titulu, zapsala tři chyby a skončila na desátém místě. Nejlepší výsledek tedy zajela v závodě s hromadným startem ve kterém skončila pátá. 
V celkovém pořadí si Markéta Davidová polepšila oproti minulé sezóně o jednu příčku na celkovou devátou pozici. V této sezoně navíc výrazně zrychlila střelbu.

### 2023/2024

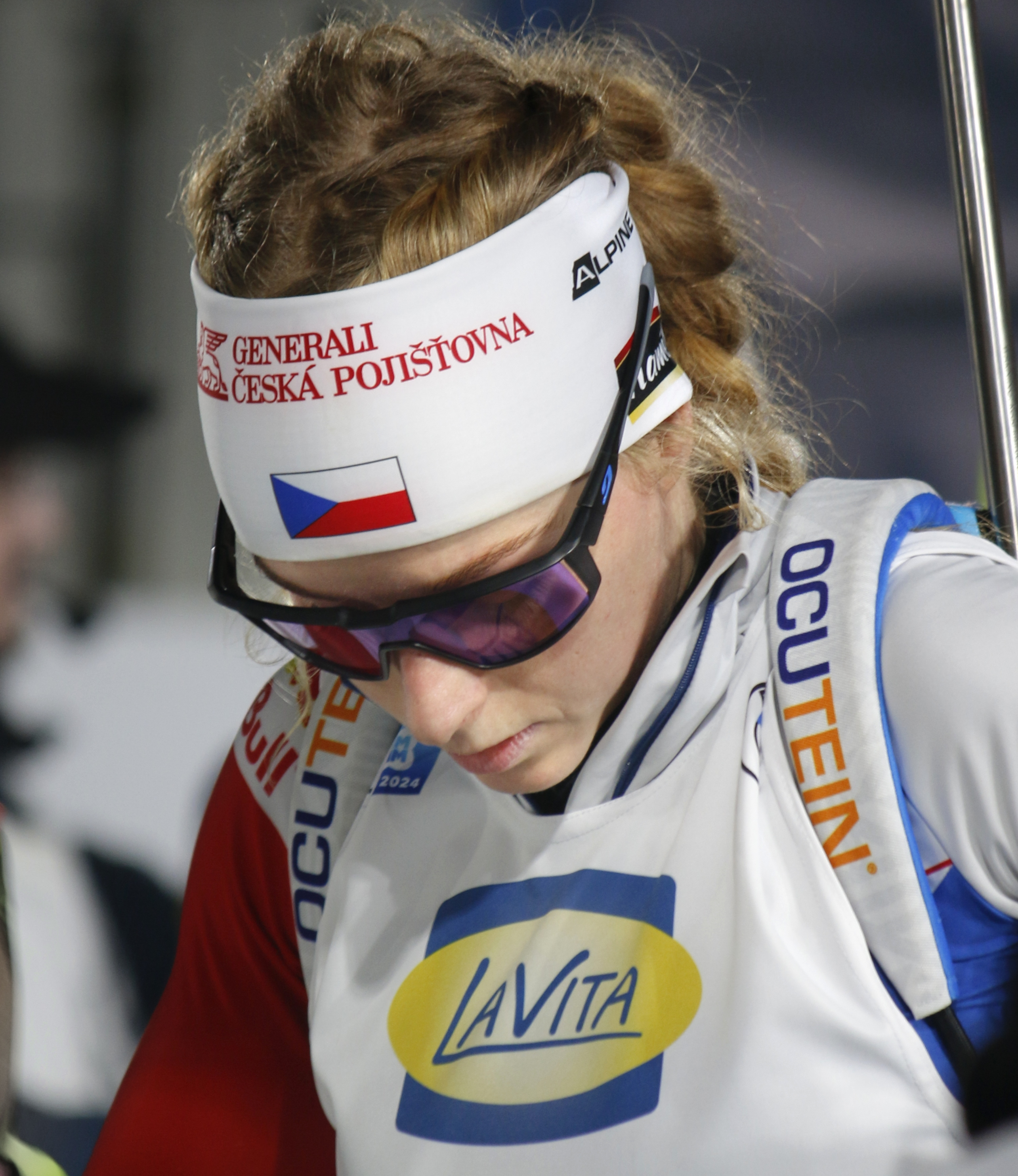
Markéta Davidová na mistrovství světa v Novém Městě na Moravě 2024

Další sezónu nezačala Davidová dobře: z prvních čtyř individuálních závodů se jí vydařil jen stíhací závod v Östersundu, kde se posunula o 19 míst dopředu. V dalších dvou podnicích se také většinou nezlepšila a maximem z individuálního závodu bylo 9. místo ze stíhacího závodu v Lenzerheide. Další úspěch zapsala v německém Ruhpoldingu, kde se jí podařilo posunout se ve stíhacím závodě ze 46. místa na 11. příčku. Deváté místo ze stíhacího závodu v Lenzerheide zopakovala na mistrovství světa v Novém Městě na Moravě. Ve všech ostatních závodech na MS dojela do dvacátého místa. V individuálním závodě v Oslu vybojovala 10. místo. Svoje sezónní maximum, tedy deváté místo, dokázala vyrovnat ve stíhacím závodě v americkém Soldier Hollow, do kterého nastoupila s číslem 11.

### 2024/2025
V prvním závodu sezony musela Davidová ve smíšené štafetě na jedno trestné kolo, a štafeta nakonec skončila na 8. místě. Naopak následující ženskou štafetu dokázala předávat na 2. místě, avšak do cíle štafeta dojela až devátá. Ve zkráceném vytrvalostním závodu jí čtyři chyby na střelnici odsunuly na 30. místo.
V úvodním sprintu sezóny se Davidové po bezchybné střelbě a s 8. běžeckým časem podařilo poprvé po třech letech zvítězit v závodu Světového poháru. Posledním závodem v Kontiolahti byl hromadný start, kde se Davidové nepovedla jen první položka a skončila desátá. V celkovém pořadí světového poháru po Kontiolahti se Davidová nacházela na 4. místě.
V Hochfilzenu se začínalo sprintem, do kterého Davidová nastupovala v červeném dresu pro vedoucí závodnici disciplíny. Minula jediný terč a umístila se na 7. místě. V navazujícím stíhacím závodě si svou pozici ještě o dvě místa vylepšila a skončila pátá. O stupně vítězů ji připravila poslední minutá rána. Stíhací závod už Davidová odjela s bolestí zad, a proto se nezúčastnila dalšího závodu štafet. V celkovém pořadí světového poháru po Hochfilzenu se Davidová stále nacházela na 4. místě.
Před Annecy, poslední zastávkou v roce 2024, musela Davidová nuceně přerušit sezónu z důvodu vyhřezlé ploténky. Začala se konzervativně léčit a během ledna 2025 se neobjevila ani na jednom ze tří podniků Světového poháru. Dne 23. ledna prezident Českého biatlonového svazu Jiří Hamza oznámil, že se Davidová nezúčastní ani únorového mistrovství světa v Lenzerheide.
Do závodů světového poháru se vrátila sprintem v Novém Městě na Moravě, kde se umístila na 52. místě.

## Výsledky

### Olympijské hry a mistrovství světa
| Sezóna  | Akce | Místo                | SP              | SZ              | HZ              | IZ              | ŠT              | SŠT             | SZD             | Věk             |
| ------- | ---- | -------------------- | --------------- | --------------- | --------------- | --------------- | --------------- | --------------- | --------------- | --------------- |
| 2017/18 | ZOH  | Pchjongčchang        | 15.             | 25.             | 18.             | 57.             | 12.             | 8.              | ×               | 21 let          |
| 2018/19 | MS   | Östersund            | 7.              | 13.             | 16.             | 43.             | 15.             | 6.              | –               | 22 let          |
| 2019/20 | MS   | Anterselva           | 37.             | 25.             | 20.             | 8.              | 4.              | 3.              | 14.             | 23 let          |
| 2020/21 | MS   | Pokljuka             | 44.             | 32.             | 13.             | 1.              | 10.             | 11.             | –               | 24 let          |
| 2021/22 | ZOH  | Peking               | 41.             | 28.             | 4.              | 6.              | 8.              | 12.             | ×               | 25 let          |
| 2022/23 | MS   | Oberhof              | 6.              | 16.             | 5.              | 10.             | 7.              | 5.              | –               | 26 let          |
| 2023/24 | MS   | Nové Město na Moravě | 17.             | 9.              | 15.             | 20.             | 7.              | 14.             | 10.             | 27 let          |
| 2024/25 | MS   | Lenzerheide          | nezúčastnila se | nezúčastnila se | nezúčastnila se | nezúčastnila se | nezúčastnila se | nezúčastnila se | nezúčastnila se | nezúčastnila se |

Poznámka: Výsledky z olympijských her se do hodnocení světového poháru nezapočítávají, výsledky z mistrovství světa se dříve započítávaly, od mistrovství světa v roce 2023 se nezapočítávají.

### Světový pohár

#### Sezóna 2016/2017
| ČSP              | Místo                | SP            | SZ           | HZ           | IZ           | ŠT           | SŠT          | SZD          | STŘ          |
| ---------------- | -------------------- | ------------- | ------------ | ------------ | ------------ | ------------ | ------------ | ------------ | ------------ |
| 1.               | Östersund            | nestartovala  | nestartovala | nestartovala | nestartovala | nestartovala | nestartovala | nestartovala | nestartovala |
| 2.               | Pokljuka             | nestartovala  | nestartovala | nestartovala | nestartovala | nestartovala | nestartovala | nestartovala | nestartovala |
| 3.               | Nové Město na Moravě | 69.           | –            | –            | –            | –            | –            | –            | 70 %         |
| 4.               | Oberhof              | nestartovala  | nestartovala | nestartovala | nestartovala | nestartovala | nestartovala | nestartovala | nestartovala |
| 5.               | Ruhpolding           | 28.           | 48.          | –            | –            | 6.           | –            | –            | 75 %         |
| 6.               | Anterselva           | nestartovala  | nestartovala | nestartovala | nestartovala | nestartovala | nestartovala | nestartovala | nestartovala |
| 7.               | Pchjongčchang        | nestartovala  | nestartovala | nestartovala | nestartovala | nestartovala | nestartovala | nestartovala | nestartovala |
| 8.               | Kontiolahti          | nestartovala  | nestartovala | nestartovala | nestartovala | nestartovala | nestartovala | nestartovala | nestartovala |
| 9.               | Holmenkollen         | nestartovala  | nestartovala | nestartovala | nestartovala | nestartovala | nestartovala | nestartovala | nestartovala |
| Celkové umístění | Celkové umístění     | 72.           | nkl.         |              |              | 5.           | –            | –            | 72 %         |
| Celkové umístění | Celkové umístění     | 13 bodů (92.) |              |              |              | 5.           | –            | –            | 72 %         |

#### Sezóna 2017/2018
| ČSP              | Místo            | SP              | SZ              | HZ              | IZ              | ŠT              | SŠT             | SZD             | STŘ             |
| ---------------- | ---------------- | --------------- | --------------- | --------------- | --------------- | --------------- | --------------- | --------------- | --------------- |
| 1.               | Östersund        | nestartovala    | nestartovala    | nestartovala    | nestartovala    | nestartovala    | nestartovala    | nestartovala    | nestartovala    |
| 2.               | Hochfilzen       | 41.             | 50.             | –               | –               | 6.              | –               | –               |                 |
| 3.               | Annecy           | 35.             | 58.             | –               | –               | –               | –               | –               |                 |
| 4.               | Oberhof          | –               | –               | –               | –               | 9.              | –               | –               |                 |
| 5.               | Ruhpolding       | –               | –               | –               | –               | 6.              | –               | –               |                 |
| 6.               | Anterselva       | 46.             | 39.             | –               | –               | –               | –               | –               |                 |
| 7.               | Kontiolahti      | nestartovala    | nestartovala    | nestartovala    | nestartovala    | nestartovala    | nestartovala    | nestartovala    | nestartovala    |
| 8.               | Holmenkollen     | 79.             | –               | –               | –               | 13.             | –               | –               |                 |
| 9.               | Ťumeň            | nezúčastnila se | nezúčastnila se | nezúčastnila se | nezúčastnila se | nezúčastnila se | nezúčastnila se | nezúčastnila se | nezúčastnila se |
| Celkové umístění | Celkové umístění | 84.             | 82.             | nkl.            | nkl.            | 10.             | –               | –               | 72 %            |
| Celkové umístění | Celkové umístění | 8 bodů (91.)    |                 |                 |                 | 10.             | –               | –               | 72 %            |

#### Sezóna 2018/2019
| ČSP              | Místo                | SP             | SZ  | HZ  | IZ | ŠT | SŠT | SZD | STŘ  |
| ---------------- | -------------------- | -------------- | --- | --- | -- | -- | --- | --- | ---- |
| 1.               | Pokljuka             | 32.            | 49. | –   | 3. | –  | 14. | –   |      |
| 2.               | Hochfilzen           | 62.            | –   | –   | –  | 9. | –   | –   |      |
| 3.               | Nové Město na Moravě | 67.            | –   | –   | –  | –  | –   | –   |      |
| 4.               | Oberhof              | 19.            | 42. | –   | –  | 3. | –   | –   |      |
| 5.               | Ruhpolding           | 50.            | –   | –   | –  | 9. | –   | –   |      |
| 6.               | Anterselva           | 1.             | 14. | 2.  | –  | –  | –   | –   |      |
| 7.               | Canmore              | –              | –   | –   | 2. | 7. | –   | –   |      |
| 8.               | Soldier Hollow       | 32.            | 12. | –   | –  | –  | 6.  | –   |      |
| 9.               | Holmenkollen         | 44.            | 55. | 14. | –  | –  | –   | –   |      |
| Celkové umístění | Celkové umístění     | 24.            | 32. | 16. | 3. | 7. | 10. | 10. | 79 % |
| Celkové umístění | Celkové umístění     | 428 bodů (21.) |     |     |    | 7. | 10. | 10. | 79 % |

#### Sezóna 2019/2020
| ČSP              | Místo                | SP             | SZ      | HZ      | IZ      | ŠT      | SŠT     | SZD     | STŘ     |
| ---------------- | -------------------- | -------------- | ------- | ------- | ------- | ------- | ------- | ------- | ------- |
| 1.               | Östersund            | 3.             | –       | –       | 11.     | 8.      | 11.     | –       |         |
| 2.               | Hochfilzen           | 35.            | 24.     | –       | –       | 6.      | –       | –       |         |
| 3.               | Annecy               | 3.             | 28.     | 22.     | –       | –       | –       | –       |         |
| 4.               | Oberhof              | 23.            | –       | 12.     | –       | 10.     | –       | –       |         |
| 5.               | Ruhpolding           | 71.            | –       | –       | –       | 16.     | –       | –       |         |
| 6.               | Pokljuka             | –              | –       | 10.     | 39.     | –       | 6.      | –       |         |
| 7.               | Nové Město na Moravě | 3.             | –       | 20.     | –       | 10.     | –       | –       |         |
| 8.               | Kontiolahti          | 5.             | 8.      | –       | –       | –       | zrušeno | zrušeno |         |
| 9.               | Holmenkollen         | zrušeno        | zrušeno | zrušeno | zrušeno | zrušeno | zrušeno | zrušeno | zrušeno |
| Celkové umístění | Celkové umístění     | 8.             | 22.     | 16.     | 14.     | 8.      | 10.     | 10.     | 79 %    |
| Celkové umístění | Celkové umístění     | 478 bodů (14.) |         |         |         | 8.      | 10.     | 10.     | 79 %    |

#### Sezóna 2020/2021
| ČSP              | Místo                    | SP             | SZ  | HZ  | IZ  | ŠT  | SŠT | SZD | STŘ  |
| ---------------- | ------------------------ | -------------- | --- | --- | --- | --- | --- | --- | ---- |
| 1.               | Kontiolahti              | 37.            | –   | –   | 21. | –   | –   | –   | 80 % |
| 2.               | Kontiolahti (2)          | 6.             | 22. | –   | –   | 11. | –   | –   | 70 % |
| 3.               | Hochfilzen               | 5.             | 9.  | –   | –   | 11. | –   | –   | 85 % |
| 4.               | Hochfilzen (2)           | 21.            | 20. | 4.  | –   | –   | –   | –   | 84 % |
| 5.               | Oberhof                  | 7.             | 12. | –   | –   | –   | 14. | –   | 83 % |
| 6.               | Oberhof (2)              | 10.            | –   | 10. | –   | 6.  | –   | –   | 85 % |
| 7.               | Anterselva               | –              | –   | 5.  | 41. | 10. | –   | –   | 81 % |
| 8.               | Nové Město na Moravě     | 12.            | 17. | –   | –   | 18. | –   | –   | 79 % |
| 9.               | Nové Město na Moravě (2) | 11.            | 6.  | –   | –   | –   | 11. | –   | 88 % |
| 10.              | Östersund                | 70.            | –   | 14. | –   | –   | –   | –   | 63 % |
| Celkové umístění | Celkové umístění         | 11.            | 14. | 9.  | 5.  | 10. | 14. | 14. | 83 % |
| Celkové umístění | Celkové umístění         | 649 bodů (11.) |     |     |     | 10. | 14. | 14. | 83 % |

#### Sezóna 2021/2022
| ČSP              | Místo            | SP             | SZ  | HZ  | IZ | ŠT  | SŠT | SZD | STŘ  |
| ---------------- | ---------------- | -------------- | --- | --- | -- | --- | --- | --- | ---- |
| 1.               | Östersund        | 15.            | –   | –   | 1. | –   | –   | –   | 97 % |
| 2.               | Östersund (2)    | 18.            | 16. | –   | –  | 7.  | –   | –   | 84 % |
| 3.               | Hochfilzen       | 20.            | 6.  | –   | –  | 8.  | –   | –   | 84 % |
| 4.               | Annecy           | 62.            | –   | 8.  | –  | –   | –   | –   | 83 % |
| 5.               | Oberhof          | 11.            | 8.  | –   | –  | –   | 9.  | –   | 85 % |
| 6.               | Ruhpolding       | 27.            | 12. | –   | –  | 15. | –   | –   | 90 % |
| 7.               | Anterselva       | –              | –   | 17. | 6. | 6.  | –   | –   | 80 % |
| 8.               | Kontiolahti      | 22.            | 33. | –   | –  | 8.  | –   | –   | 76 % |
| 9.               | Otepää           | 49.            | –   | 10. | –  | –   | 5.  | –   | 83 % |
| 10.              | Holmenkollen     | 4.             | 7.  | 14. | –  | –   | –   | –   | 88 % |
| Celkové umístění | Celkové umístění | 17.            | 10. | 7.  | 1. | 7.  | 7.  | 7.  | 85 % |
| Celkové umístění | Celkové umístění | 560 bodů (10.) |     |     |    | 7.  | 7.  | 7.  | 85 % |

#### Sezóna 2022/2023

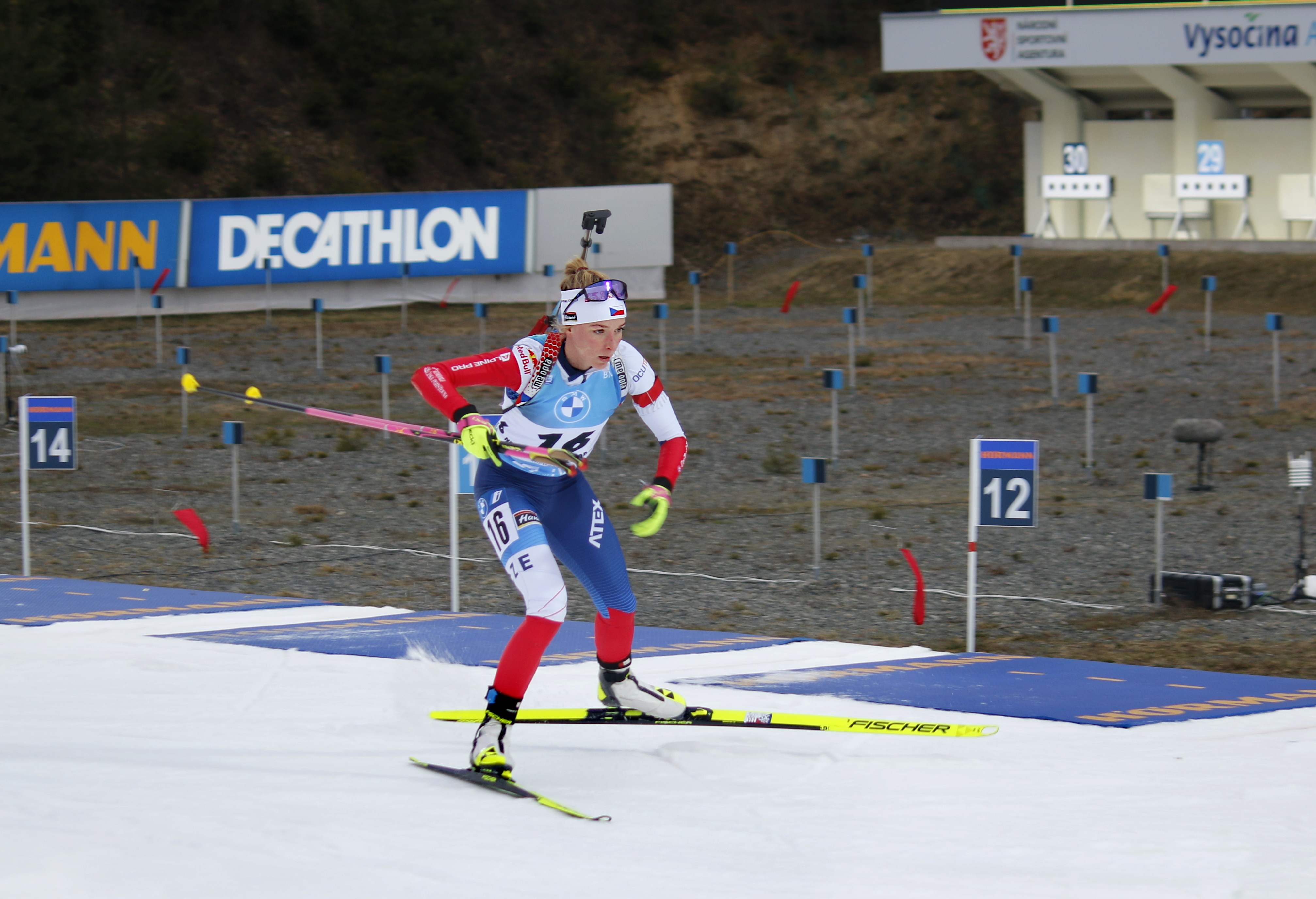
Davidová při stíhacím závodu v Novém Městě na Moravě 2023

| ČSP              | Místo                | SP            | SZ  | HZ  | IZ  | ŠT  | SŠT | SZD | STŘ  |
| ---------------- | -------------------- | ------------- | --- | --- | --- | --- | --- | --- | ---- |
| 1.               | Kontiolahti          | 22.           | 7.  | –   | 7.  | 6.  | –   | –   | 87 % |
| 2.               | Hochfilzen           | 2.            | 3.  | –   | –   | 7.  | –   | –   | 90 % |
| 3.               | Annecy               | 16.           | 26. | 14. | –   | –   | –   | –   | 88 % |
| 4.               | Pokljuka             | 5.            | 5.  | –   | –   | –   | 7.  | –   | 90 % |
| 5.               | Ruhpolding           | –             | –   | 17. | 18. | 5.  | –   | –   | 83 % |
| 7.               | Anterselva           | 16.           | 6.  | –   | –   | 10. | –   | –   | 78 % |
| 8.               | Nové Město na Moravě | 16.           | 8.  | –   | –   | –   | 7.  | –   | 86 % |
| 9.               | Östersund            | –             | –   | 11. | 13. | 7.  | –   | –   | 87 % |
| 10.              | Holmenkollen         | 10.           | ZRU | 16. | –   | –   | –   | –   | 73 % |
| Celkové umístění | Celkové umístění     | 5.            | 7.  | 13. | 10. | 7.  | 10. | 10. | 86 % |
| Celkové umístění | Celkové umístění     | 668 bodů (9.) |     |     |     | 7.  | 10. | 10. | 86 % |

#### Sezóna 2023/2024
| ČSP              | Místo             | SP             | SZ  | HZ  | IZ  | ŠT | SŠT | SZD |
| ---------------- | ----------------- | -------------- | --- | --- | --- | -- | --- | --- |
| 1.               | Östersund         | 37.            | 18. | ×   | 44. | 6. | 5.  | –   |
| 2.               | Hochfilzen        | 47.            | 35. | ×   | ×   | 8. | ×   | ×   |
| 3.               | Lenzerheide       | 18.            | 9.  | 15. | ×   | ×  | ×   | ×   |
| 4.               | Oberhof           | 59.            | 38. | ×   | ×   | 6. | ×   | ×   |
| 5.               | Ruhpolding        | 46.            | 11. | ×   | ×   | 7. | ×   | ×   |
| 6.               | Anterselva        | ×              | ×   | 22. | 27. | ×  | 6.  | –   |
| 8.               | Oslo-Holmenkollen | ×              | ×   | 12. | 10. | ×  | 7.  | –   |
| 9.               | Soldier Hollow    | 11.            | 9.  | ×   | ×   | 5. | ×   | ×   |
| 10.              | Canmore           | 25.            | 9.  | 22. | ×   | ×  | ×   | ×   |
| Celkové umístění | Celkové umístění  | 28.            | 9.  | 22. | 23. | 7. | 9.  | 9.  |
| Celkové umístění | Celkové umístění  | 361 bodů (18.) |     |     |     | 7. | 9.  | 9.  |

#### Sezóna 2024/2025
| ČSP              | Místo                | SP             | SZ           | HZ           | IZ           | ŠT           | SŠT          | SZD          |
| ---------------- | -------------------- | -------------- | ------------ | ------------ | ------------ | ------------ | ------------ | ------------ |
| 1.               | Kontiolahti          | 1.             | ×            | 10.          | 30.          | 9.           | 8.           | –            |
| 2.               | Hochfilzen           | 7.             | 5.           | ×            | ×            | –            | ×            | ×            |
| 3.               | Annecy               | nestartovala   | nestartovala | nestartovala | nestartovala | nestartovala | nestartovala | nestartovala |
| 4.               | Oberhof              | nestartovala   | nestartovala | nestartovala | nestartovala | nestartovala | nestartovala | nestartovala |
| 5.               | Ruhpolding           | nestartovala   | nestartovala | nestartovala | nestartovala | nestartovala | nestartovala | nestartovala |
| 6.               | Anterselva           | nestartovala   | nestartovala | nestartovala | nestartovala | nestartovala | nestartovala | nestartovala |
| 7.               | Nové Město na Moravě | 52.            | DNS          | ×            | ×            | –            | ×            | ×            |
| 8.               | Pokljuka             | nestartovala   | nestartovala | nestartovala | nestartovala | nestartovala | nestartovala | nestartovala |
| 9.               | Oslo-Holmenkollen    | nestartovala   | nestartovala | nestartovala | nestartovala | nestartovala | nestartovala | nestartovala |
| Celkové umístění | Celkové umístění     | 19.            | 39.          | 37.          | 53.          | 10.          | 11.          | 11.          |
| Celkové umístění | Celkové umístění     | 223 bodů (33.) |              |              |              | 10.          | 11.          | 11.          |

### Juniorská mistrovství
| Sezóna  | D   | Místo            | SP  | SZ  | IZ  | ŠT  | Věk    |
| ------- | --- | ---------------- | --- | --- | --- | --- | ------ |
| 2014/15 | MSJ | Minsk            | 27. | 28. | 33. | 10. | 18 let |
| 2015/16 | MSJ | Cheile Grădiştei | 4.  | 10. | 3.  | 2.  | 19 let |
| 2016/17 | MSJ | Osrblie          | 43. | 14. | 18. | 11. | 20 let |
| 2017/18 | MSJ | Otepää           | 2.  | 1.  | 14. | –   | 21 let |

## Medailová umístění v závodech Světového poháru

### Individuální
| Č.                           | Sezóna    | Datum              | Místo         | Umístění | Disciplína         |
| ---------------------------- | --------- | ------------------ | ------------- | -------- | ------------------ |
| 1.                           | 2018/2019 | 6. prosince 2018   | Pokljuka      | 3.       | vytrvalostní závod |
| 2.                           | 2018/2019 | 24. ledna 2019     | Anterselva    | 1.       | sprint             |
| 3.                           | 2018/2019 | 27. ledna 2019     | Anterselva    | 2.       | hromadný start     |
| 4.                           | 2018/2019 | 7. února 2019      | Canmore       | 2.       | vytrvalostní závod |
| 5.                           | 2019/2020 | 1. prosince 2019   | Östersund     | 3.       | sprint             |
| 6.                           | 2019/2020 | 20. prosince 2019  | Annecy        | 3.       | sprint             |
| 7.                           | 2019/2020 | 5. března 2020     | Nové Město    | 3.       | sprint             |
| 8.                           | 2020/2021 | 16. února 2021     | Pokljuka (MS) | 1.       | vytrvalostní závod |
| 9.                           | 2021/2022 | 27. listopadu 2021 | Östersund     | 1.       | vytrvalostní závod |
| 10.                          | 2022/2023 | 8. prosince 2022   | Hochfilzen    | 2.       | sprint             |
| 11.                          | 2022/2023 | 10. prosince 2022  | Hochfilzen    | 3.       | stíhací závod      |
| 12.                          | 2024/2025 | 7. prosince 2024   | Kontiolahti   | 1.       | sprint             |
| – závod na mistrovství světa |           |                    |               |          |                    |

### Kolektivní
| Č.                           | Sezóna    | Datum          | Místo           | Umístění | Disciplína      |
| ---------------------------- | --------- | -------------- | --------------- | -------- | --------------- |
| 1.                           | 2018/2019 | 11. ledna 2019 | Oberhof         | 3.       | štafeta         |
| 2.                           | 2019/2020 | 13. února 2020 | Anterselva (MS) | 3.       | smíšená štafeta |
| – závod na mistrovství světa |           |                |                 |          |                 |